# Eugène Dereuse
Eugène Dereuse , né le 13 mai 1872 à Lille (Nord) et décédé le 8 février 1953 à Lomme (Nord) est un homme politique français.

## Biographie
Cafetier de profession, Eugène Dereuse mène une carrière politique locale, comme conseiller municipal, puis maire de Lomme en 1919, et comme conseiller d'arrondissement et conseiller général du Canton d'Haubourdin.
Député de la 5e circonscription de Lille de 1936 à 1940, il vote les pleins pouvoirs au tandem Pétain-Laval, le 10 juillet 1940. Il participe cependant activement à la Résistance. Mais en 1945, il est frappé d'inéligibilité.
Il rentre alors dans la vie civile, à Lomme, où il meurt, le 8 février 1953, à l'âge de 81 ans.